# Odenwälder Lügenmärchen
Odenwälder Lügenmärchen ist ein Märchen. Es steht in Johann Wilhelm Wolfs Deutsche Hausmärchen an Stelle 46.

## Inhalt
Erzählt wird Unmögliches: Besteigung eines Baums ohne Äste, Essen von Buttermilch mit einer Heugabel, Ersteigen eines Bohnenstocks mit einer Kirche aus Papier darauf. Auf der sitzt zuletzt ein Vogel, der ein Pfund Fleisch gibt.

## Sprache
Der kurze Schwank beginnt: „Mein Gickel, mein Hahn, / Das Märchen fängt an.“ „Gickel“ ist Mitteldeutsch für „Gockel“, also ebenfalls Hahn. Der Text ist sonst Hochdeutsch bearbeitet, teils in Versen, so zuletzt: „da kam die Katz mit der Maus, / mein Märchen ist aus“ (vgl. Der Vogel Phönix, Hänsel und Gretel).

## Herkunft
Der Titel Odenwälder Lügenmärchen ist bei Wolf nicht mit einem Sternchen (*) versehen, was laut seiner Vorrede anzeigt, dass er selbst den Text ausarbeitete. Der Titel deutet auf den Odenwald, wo er seine Märchen sammelte. Vgl. Grimms Knoist un sine dre Sühne, zur Bohne Hans und die Bohnenranke.